# Nychiodes albida
Nychiodes albida là một loài bướm đêm trong họ Geometridae.